# Manfredo do Carmo
Manfredo Perdigão do Carmo (Maceió, Alagoas, 15 de agosto de 1928 – 30 de abril de 2018) foi um matemático brasileiro conhecido por seu trabalho em geometria diferencial.

## Carreira
Obteve um doutorado na Universidade da Califórnia em Berkeley em 1963, orientado por Shiing-Shen Chern. Recebeu a Ordem Nacional do Mérito Científico em 1995, e foi um fellow da American Mathematical Society.
Do Carmo também é conhecido por seus livros didáticos, que foram traduzidos para muitos idiomas e usados em cursos de universidades tais como Harvard e Columbia.
Sendo assim, foi um importante pesquisador, professor e escritor de livros didáticos de Geometria Diferencial. "[...] foi Manfredo do Carmo, adepto da escola matemática norte-americana, quem mais contribuiu, ao lado de Alexandre Augusto M. Rodrigues, para o desenvolvimento e consolidação da pesquisa em Geometria Diferencial no Brasil".
Seus alunos incluem nomes como Celso Costa, Marcos Dajczer e Keti Tenenblat.

## Livros
- Differential Geometry of Curves and Surfaces, Prentice-Hall, 1976, ISBN 9780132125895.[10]
- Geomeria Riemannianna Instituto de Matematica Pura e Aplicada, 1979
- Riemannian Geometry, Birkhäuser, 1992, ISBN 978-0-8176-3490-2
- Differential Forms and Applications, Springer Verlag, Universitext, 1994, ISBN 978-3-540-57618-1
- Manfredo P. do Carmo – Selected Papers (ed. Keti Tenenblat), Springer, 2012

- (com Eduardo Wagner e Augusto Cezar de Oliveira Morgado). Trigonometria – Números Complexos ISBN 8583370168